# شوانچنگ
شوانچنگ (به لاتین: Xuancheng) یک شهر مرکزی در جمهوری خلق چین است که در آن‌هوئی واقع شده‌است.

## خصوصیات
شوانچنگ ۱۲٬۳۴۰ کیلومترمربع مساحت و ۲٬۷۹۴٬۰۰۰ نفر جمعیت دارد.